# Apis nearctica
Apis nearctica es una especie extinta de abeja melífera (género Apis) que existía en lo que actualmente es Nevada en los Estados Unidos de Norteamérica durante el Mioceno Medio, hace catorce millones de años. Tenía los ojos vellosos característicos de las abejas del género Apis.  Fue descrita por Michael S. Engel, Ismael A. Hinojosa-Díaz, y Alexandr P. Rasnitsyn en 2009.
Pertenece al subgénero Cascapis Engel junto con la especie extinta A. armbrusteri Zeuner. Hasta ahora todas las otras especies del género Apis son del Paleártico. Esta especie amplía la distribución geográfica original del género.